# 1 Korpus Piechoty (1949–1952)
1 Korpus Piechoty (1 KP) – związek operacyjny Wojska Polskiego istniejący w latach 1949–1952.

## Formowanie
1 Korus Piechoty utworzono na podstawie rozkazu MON nr 0036/Org. z 4 marca 1949 roku jako dwudywizyjny związek operacyjny. Korpus należał do jednostek  pierwszego rzutu operacyjnego, stąd wchodzące w jego skład dywizje zorganizowane były według etatów typu A posiadając 70% żołnierzy i sprzętu czasu wojennego. Dla  Korpusu  sformowano w Choszcznie 159 pułk artylerii ciężkiej i dywizjon artyleryjskiego rozpoznania pomiarowego.
Dowództwo i sztab korpusu dyslokowano w Wałczu. Było ono podporządkowane dowództwu Pomorskiego Okręgu Wojskowego.

## Skład bojowy
- dowództwo i sztab (Wałcz)
- 12 Dywizja Piechoty (Szczecin)
- 14 Dywizja Piechoty (Wałcz)
- 159 pułk artylerii ciężkiej (Choszczno)
- dywizjon artyleryjskiego rozpoznania pomiarowego 159 pac (Choszczno)
- 25 batalion saperów (Wałcz)(?)[1]26 batalion saperów (Szczecin)(?)[2][3]
- 20 Dywizja Zmechanizowana (Szczecinek) /od 1952/

Po sformowaniu 20 DZ według etatów typu B i włączeniu jej w skład 1 Korpusu przestał on być typową jednostką piechoty, a stał się pełnowartościowym związkiem operacyjno-taktycznym. Wiązało się to również ze zmianą nazwy na 1 Korpus Armijny, co nastąpiło w październiku 1952, 20 DZ miała stanowić tzw. grupę szybką korpusu.